# Medusa (DC Comics)
Medusa (de vez en cuando llamada Medousa) es un personaje ficticio que aparece en las publicaciones y medios relacionados con DC Comics. Basada en la figura mitológica griega del mismo nombre, es una de las tres gorgonas de pelo de serpiente y una gran adversaria de la superheroína Mujer Maravilla. Ella no debe ser confundida con Myrra Rhodes, un miembro de los Comando Monster, criatura que se llama Dr. Medusa.

## Biografía del personaje ficticio

### Pre-Crisis
Aclamada como la más bella de todos los mortales, Medusa fue injuriado por el Duque del Engaño. El engaño, usando su tecnología marciana, trasplantó el bello rostro de Medusa con el de una anciana de pelo de serpiente. Su amante, un joven príncipe, rompió su compromiso al verla. Furiosa, Medusa convirtió al príncipe en piedra, y recorrió las calles de la antigua Grecia para sacar su rabia.
Medusa fue finalmente asesinado por el héroe Perseo, y su pelo de serpiente se convirtió en una calavera. La cara de Medusa fue dado a un alienígena llamado Illena, que lo usó en un intento de matar a Superman.

### Post-Crisis
Medusa era una de las tres Gorgonas, hermosas hijas del mar con alas doradas y garras doradas. Muchos consideraron a Medusa como la más hermosa, ya que era mortal, a diferencia de sus hermanas Euryale y Stheno. Ella finalmente se encontró con la mirada de Poseidón. Atenea tomó nota de esto y maldijo a Medusa, transformando sus cabellos en serpientes y dándole una mirada mortal que convierte a cualquiera que mire en sus ojos a piedra. El héroe Perseo se le dio la tarea de matar a Medusa y tomar su cabeza. Después de usar su cabeza decapitada para su propio uso, Perseo la arrojó al mar, ya que creía que era demasiado peligroso guardarla. En algún momento antes de la muerte de Medusa, se apareó con el Cíclope Polifemo y dio a luz al serpentino gigante Cyclon.
El dios del miedo, Phobos, más tarde utiliza el corazón de Medusa para crear el demonio Decay, que batalló a la Mujer Maravilla en numerosas ocasiones.
Durante el segundo concurso para convertirse en Mujer Maravilla, Diana de Temiscira encontró una gorgona de cuerpo de serpiente que ella creía que era Medusa. Esta gorgona convirtió varias amazonas en piedra antes de ser arrojada de un acantilado por la princesa Diana.
Mucho más tarde, Euryale y Stheno querían resucitar a su hermana, y coaccionaron a la bruja Circe para ayudarles con la ayuda de Poseidón.  Circe realizó el ritual, y Medusa fue devuelta a la vida con éxito. Ella prometió vengarse de Athena matando a la Mujer Maravilla. Circe entonces equipo a Medusa con un artefacto mágico que le permitió un viaje único de ida y vuelta a la batalla Wonder Woman. Cuando llegó a Nueva York, Medusa se sintió abrumada por el mundo moderno y volvió a la guarida de las gorgonas. Circe apuntó a Medusa y sus hermanas a la empresaria Verónica Cale para ayudar a descubrir la debilidad de la Mujer Maravilla.
Medusa atacó una cena de celebración en la Casa Blanca, convirtiendo a varios civiles en piedra y luchando contra la Mujer Maravilla. Aunque los dos combatientes estaban igualados, Medusa huyó para atacar la embajada de la Mujer Maravilla. La Mujer Maravilla persiguió a la gorgona de regreso a la embajada y siguió luchando, resultando en la muerte de uno de los hijos de los ayudantes de Diana, Martin, mientras miraba a los ojos de Medusa. Enfurecida, Diana batió a Medusa cerca de la muerte. Medusa llamó a Ares, y terminó la pelea, teletransportando a Medusa a salvo en preparación para su desafío contra Wonder Woman.
Mientras se preparaban para el desafío, las hermanas de Medusa y Circe planeaban transmitir la cara de Medusa a la cámara, lo que terminaría transformando a los espectadores en piedra. En el Yankee Stadium, Wonder Woman se enfrentó a Medusa. Después de una larga batalla, la Mujer Maravilla se cegó con el veneno de las serpientes de Medusa y siguió luchando contra la ciega de la gorgona. Un rápido movimiento de su hacha puso fin a la vida de Medusa, decapitándola. Minutos después, Pegaso nació de la sangre de Medusa. Ares agarró la cabeza de Medusa y prometió devolverla a Athena.
La Mujer Maravilla más tarde utilizó la cabeza de Medusa para matar a los Briareos de cien brazos, que habían estado sirviendo como campeón de Zeus.
Cuando Wonder Woman, Wonder Girl y el minotauro Ferdinand fueron enviados por Atenea al Inframundo para rescatar a Hermes, el espíritu de Medusa emboscó a la Mujer Maravilla. La batalla se interrumpió cuando Ares apareció y teletransportó a Medusa para que pudiera hablar con la amazona.
Durante Odyssey, el Morrigan entró en la propiedad de la cabeza de Medusa. Dos hombres desprevenidos que trabajaban para el Morrigan se convirtieron en piedra mirando la cabeza. Cuando Anann y Bellona encontraron las estatuas, Anann decidió usar las lágrimas de Medusa para transformar el par en Cernunnos y Minotauro.

### Los nuevos 52
En Los nuevos 52, se pensaba que Medusa era una organización criminal que consistía en supervillanos de temática legendaria urbana, muchos de los cuales han combatido a Batwoman. Se reveló, sin embargo, que Medusa es la Reina de los Monstruos, y que se ha liberado de su encarcelamiento en la Isla Paraíso. Batwoman se asoció con Wonder Woman para enfrentarse al ejército mitológico de Medusa. Descubrieron el hijo de Medusa Pegasus que ella ha tomado ocultando en una residencia en Ciudad Gótica. Medusa también transformó a Killer Croc en la Hidra. Medusa poco después reveló su plan de convocar a su madre Ceto.
Durante la batalla final con Medusa, Batwoman logró usar un fragmento del cuerpo destruido de Bloody Mary para obligar a Medusa a mirar su propio reflejo. Medusa se convirtió en piedra, y poco después fue destrozada por Batwoman. Ceto, que había sido convocado por Medusa, cambió de forma de una monstruosa criatura a una mujer humanoide, y lloró a su hija Medusa.

## Poderes y habilidades
Medusa tiene la capacidad de transformar cualquier criatura viviente en piedra si la miran a los ojos. En su descripción de Post-Crisis, Medusa se ha visto con un cuerpo serpentino y un cuerpo humanoide con alas doradas. 

## Otras versiones

### Scribblenauts Unmasked: Una crisis de la imaginación
Medusa hizo una breve aparición junto a varios otros enemigos mitológicos luchando contra la Mujer Maravilla en el Monte Olimpo.

### Sensation Comics con la mujer maravilla
En la historia "The Problem With Cats", de la serie de antología Sensation Comics con Wonder Woman, Medusa se une a Chita y Circe para combatir a Wonder Woman después de capturar a Batman y Superman. Finalmente se revela que es una niña jugando con sus muñecas, una de las cuales ella finge ser Medusa. 

### Mujer maravilla: Tierra Uno
Medusa apareció como un enemigo de la Mujer Maravilla en la novela gráfica Mujer Maravilla: Tierra Uno. Fuera de los celos, la Reina Hippolyta y su compañera amazona Nubia viajan al Inframundo para liberar a Medusa y permitir que ella convierta a varios humanos en el mundo del hombre a la piedra, incluyendo a Steve Trevor. Medusa luego se fue, presumiblemente regresando al Inframundo. Más tarde, durante el juicio de Diana, Diana usa el rayo de curación púrpura para restaurar a Steve Trevor y las otras víctimas de la mirada de Medusa.

## En otros medios

### Televisión
- Medusa aparece en el episodio "Batalla de los dioses" de la serie animada Desafío de los súper amigos. Junto con otras criaturas mitológicas, Medusa es convocado por Zeus para luchar contra los Super Amigos como un concurso para ver si son dignos del favor de Afrodita. Mientras a cada uno de los Super Amigos se les da una criatura mitológica con la que lidiar, a la Mujer Maravilla se le da la tarea de encontrar a Medusa y tomar su collar. Mientras que la Mujer Maravilla lucha con el guardián de la estatua de Medusa, Medusa convierte a los Gemelos Fantásticos en piedra. Al unirse a Gleek, Mujer Maravilla logra tomar el collar de Medusa. Mientras Medusa se prepara para atacar, ve su reflejo en el brazalete de la Mujer Maravilla y se convierte en piedra. Ella fue interpretada con la voz de Shannon Farnon.
- Aparece también en el episodio "Esta Cerdita" de la serie animada Liga de la Justicia Ilimitada, Medusa aparece brevemente siendo escoltada por Caronte desde el Inframundo en donde estaba cumpliendo condena. Después de que su compañera de celda Circe escapara, Medusa es interrogado por Batman, Zatanna y Temis en cuanto a su paradero. Ella fue interpretada con la voz de Laraine Newman.

### Película
- Medusa aparece en la película del Universo de Películas Animadas de DC de 2019 Wonder Woman: Bloodlines con la voz de Cree Summer. Ella es resucitada por medios cibergenéticos, fue utilizada por el Doctor Cyber y el Doctor Poison para obtener la tecnología de curación amazónica de Temiscira para beneficio de Villainy Inc. Sin embargo, ella enciende a sus benefactores y luego se enfurece contra las Amazonas hasta que después de una larga lucha es asesinada por Wonder Woman y Silver Swan.

### Videojuegos
- En Scribblenauts Unmasked: Una aventura de DC Comics, Medusa es uno de los miles de personajes que pueden ser convocados por el jugador. Esta Medusa es el mismo modelo utilizado en los juegos anteriores en la serie Scribblenauts.
- Medusa aparece en DC Universe Online como parte del DLC "Amazon Fury, Parte III".

### Otros
- Medusa se utiliza en anuncios de MAC Cosmetics para su línea de maquillaje basada en Wonder Woman. En los anuncios, Medusa se presenta como Nemesis de la Mujer Maravilla, una serpiente diabólica que ha robado todo el maquillaje para convertirse en la criatura más hermosa de la Tierra.